# الصلاة في الكنيسة الكاثوليكية

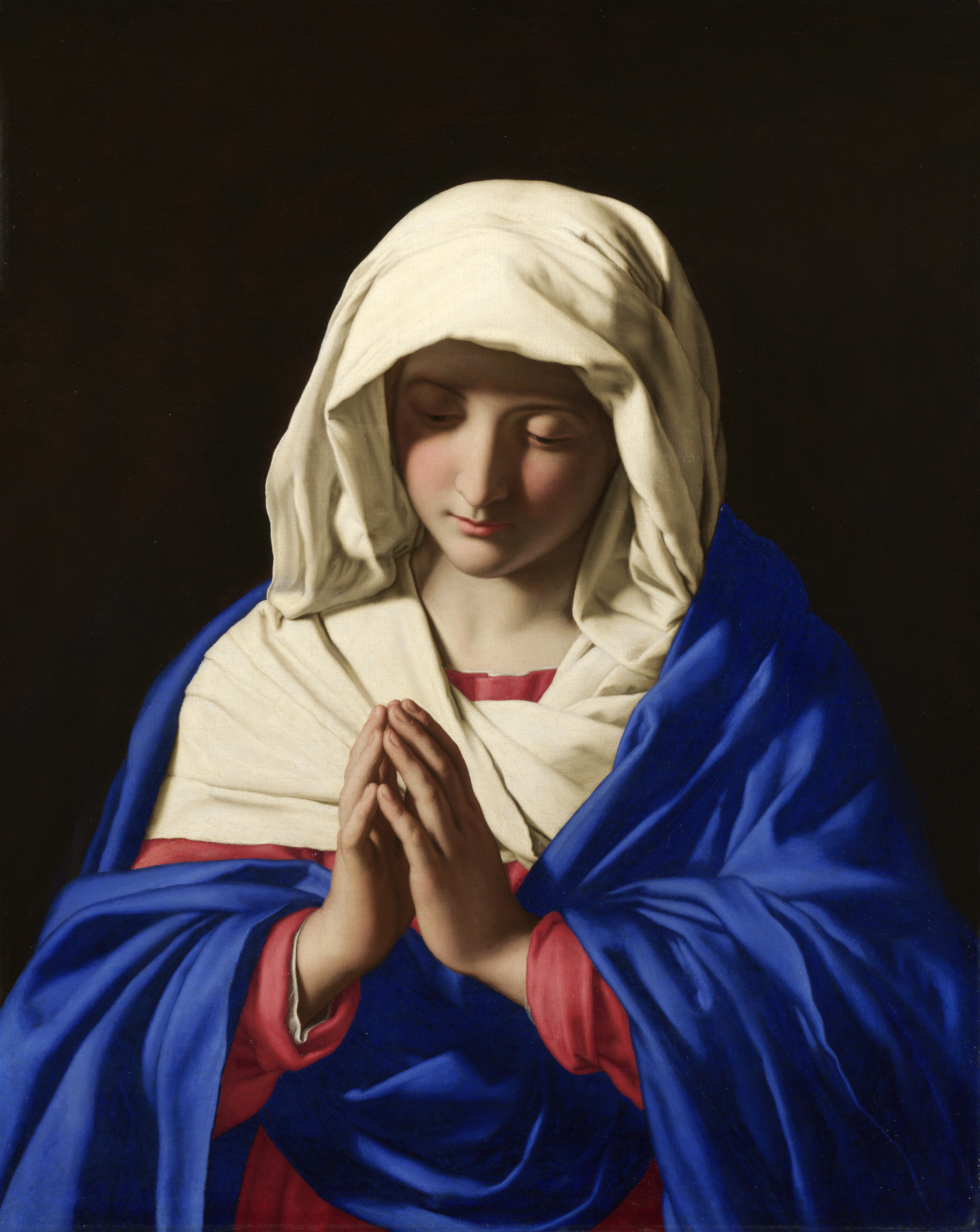
صورة لساسوفيراتو من القرن السابع الميلادي تظهر مريم العذراء في لحظة صلاة تأملية.

في الكنيسة الكاثوليكية، الصلاة هي «رفع العقل والقلب إلى الله أو طلب عمل صالح من الله.» هو فعل أخلاقي بحكم الدين والذي يعتبره اللاهوتيون الكاثوليك أنه جزء من المناقب الأساسية للعدالة.
يمكن القيام بالصلاة جهارا، والتي يمكن أن تكون منطوقة أو مغناة، أو بصمت عقلاني، والذي يمكن أن يكون تأمليا أو تفكريا. الأشكال الأساسية الصلاة هي الثناء، الدعاء، الشفاعة، و الشكر.

## تعاليم الصلاة
التعاليم الكاثوليكية في موضوع الصلاة هي شفهية، حيث نقل عن القديس يوحنا الدمشقي بأن الصلاة«..هي. رفع العقل والقلب إلى الله أو طلب أعمال صاحة منه». بينما وصفت القديسة تيريز من ليزيو الصلاة  بأنها«... موجة من القلب، ونظرة بسيطة نحو السماء، بل هي صرخة من الاعتراف والحب، يضم كلا من التجربة والسعادة».
فبواسطة الصلاة، يعترف المرء بقدرة الله وبالخير وبالعوز وبالاعتماد على الله. ولذلك فهي فضيلة عميقة لتقديس الله والتعود الذاتي للنظر إليه في كل شيء. فالصلاة تستلزم الإيمان المطلق بالله والأمل في صلاحه. فكلاهما، الإيمان والأمل، يدفعان المرء، بنعمة الله، إلى الصلاة.

## تعابير الصلاة
يمكن تقليم إلى صلاة صوتية أو صلاة عقلية.

### الصلاة الصوتية
الصلاة الصوتية هي صلاة التي يتم إجراؤها باستخدام مجموعة مقبولة من الكلمات، أو القراءة أو التلاوة، مثل التصليب، وصلوات الساعات الإلهية، صلوات قبل وبعد وجبات الطعام، وما شابه. تحذر الكنيسة الكاثوليك من تقليل فائدة الصلاة الصوتية وضروريتها. تشمل الصلوات الصوتية، الصلاة الربانية (يا أأبانا الذي في السموات)، والصلاة المريمية (السلام عليك يا مريم)، وتمجيد الثالوث (المجدلة الصغرى) وعقيدة الرسل. أم الصلاة العقلية، فهي فعل تأملي تتم دون استخدام أي كلمات أو صيغ من أي نوع.
تعتير الكاثوليكية أن الصلاة الصوتية هي عنصر أساسي في الحياة المسيحية. يمكن اللصلاة الصوتية أن تكون بسيطة ولكن منهضة مثل «شكرا لك يا الله على هذا الصباح الجميل» أو رسمية مثل التلاواة في يوم الصلاة في الكنائس أو في قداس المناسبات الخاصة.
عندما يجتمع اثنان أو أكثر للصلاة، تسمى صلاتهم بصلاة الجماعة. من أمثلة صلاة الجماعة صلاة المسبحة، صلوات العبادة  والصلاة التاسوعية،  الابتهالات والصلوات الصفية، وأهمهم صلاة القداس.

#### التراتيل
اعتمد القديس أمبروز في ميلان غناء المزمور «نحو الشرق».

### الصلاة العقلية
حدد الأب جون هاردون، في قاموس الكاثوليكية، الصلاة العقلية بأنها صلاة خاصة بالمرء الذي يقوم بها وتتعلق بالمشاعر التي يعرب بها بنفسه وليس بتأثير من شخص آخر. الصلاة العقلية هو شكل من أشكال الصلاة تعبر عن حبالله من خلال حوار معه والتأمل في كلماته، والتفكر به. هي فترة من الصمت للتركيز على العلاقة الشخصية مع الله. يمكن للصلاة العقلية أن تقام  باستخدام الصلاة الصوتية صلاة من أجل تحسين الحوار مع الله. يمكن تقسيم الصلاة العقلية إلى تأملية، أي العقل الناشط لصلاة، أو تفكرية، أي الصلاة العقلية المستترة.

#### التأملية

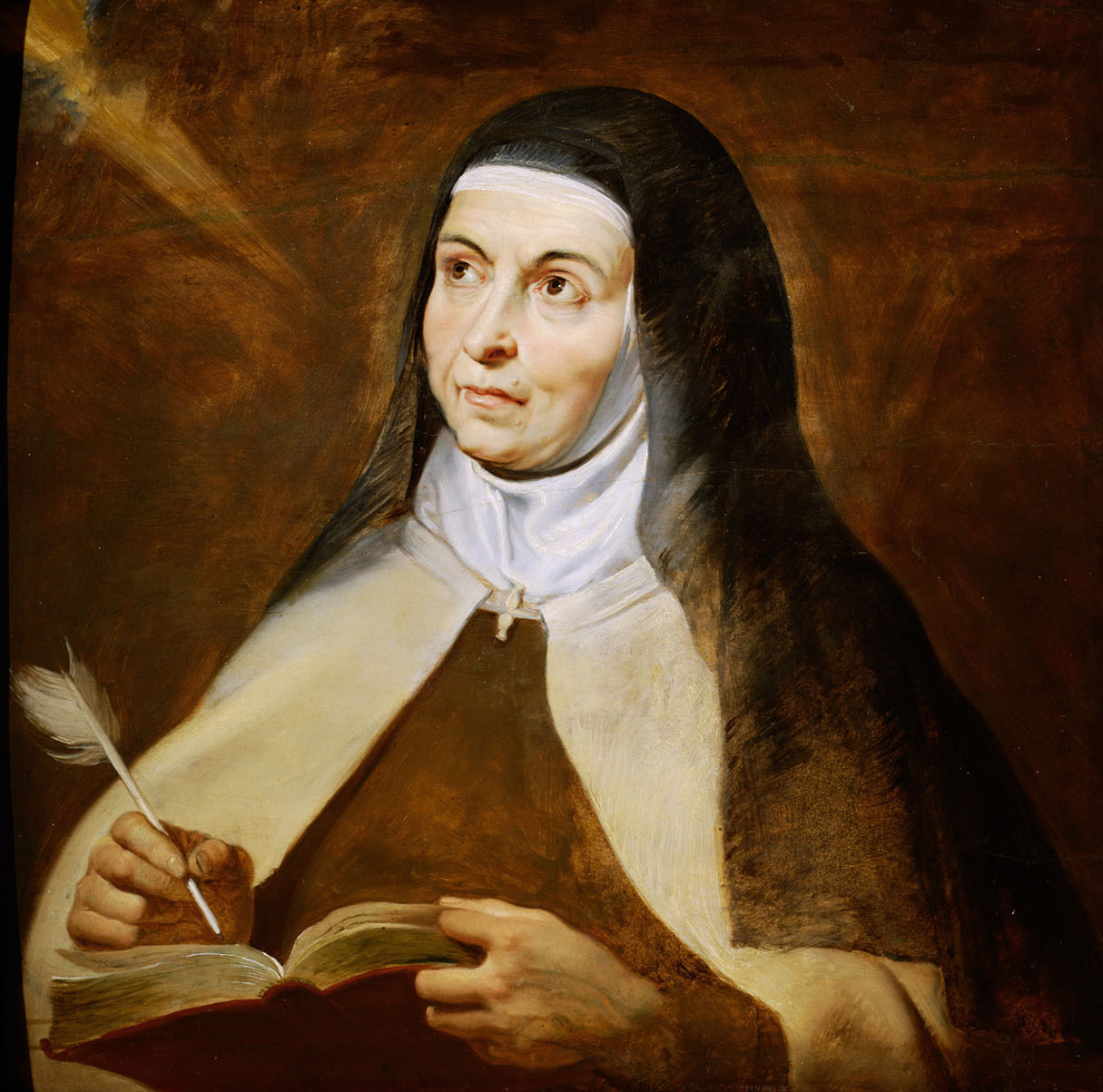
القديسة تريزا من افيلا

التأمل هو شكل من أشكال الصلاة التي تُعمل الفكر والخيال والعاطفة والرغبة. هناك العديد من أساليب التأمل بعدد المعلمين الروحانيين. اوللصلاة التأملية فعلين يجب القيام بهما: الفعل الأول هو فعل عقلي يركز على الخيال والذاكرة وفهم الحقيقة أو البحث غي آمور غامضة. والفعل الثاني له علاقة بالإرادة للحب والرغبة وطلب العمل الصالح الذي يفرضه العقل والعمل الجاد للوصول إليه. وفقا للقديسة تريز، االروح في هذه المرحلة، هو مثل بستاني الذين يجهد لسحب المياه من أعماق البئر ليسقي به النباتات والزهور لتنمو وتزهر.

#### التفكرية
الصلاة التفكرية هي صلاة صامتة لكن متيقنة والتي تشدوا إلى الله بتفكر وعشق لصفاته. تصف القديسة تريزا الصلاة التفكرية بأنها «...عبارة عن تواصل بين أصدقاء، إنها يعني أننا نأخذ الوقت الكافي لنكون وحدنا مع الذي نعرف أنه يحبنا.» يمكننا في هذا الصلاة أن نتأمل، ولكن تركيزنا يكون ثابت على الرب نفسه. التفكر، مثل كل صلاة، هو محض موهبة.

## أشكال الصلاة
تسلط الكنيسة الكاثوليكية الضوء على أربعة أشكال أساسية للصلاة: صلاة النعمة والعشق، وصلاة الدعاء، وصلاة الشفاعة وصلاة الشكر.

### صلاة النعمة والعشق
للنعمة، بمعناها العريض، مجموعة متنوعة من المعاني في الكتابات المقدسة. ويمكن أن أن تعتبر مرادف للثناء تركز صلاة النعمة على الثناء على الله وهي إجابة لنعمات الله الي يقدمها للمرء أو الجماعة.
العشق لله هو أول موقف يقر به المرء بأنه مخلوق أمام خالقه. الثناء هو شكل الصلاة التي تقر على أن الله هو الله. فإنه يشيد بالله  لمجده وعطائه الذي يقوم بهما لأنه ببساطة هو.

### الدعاء

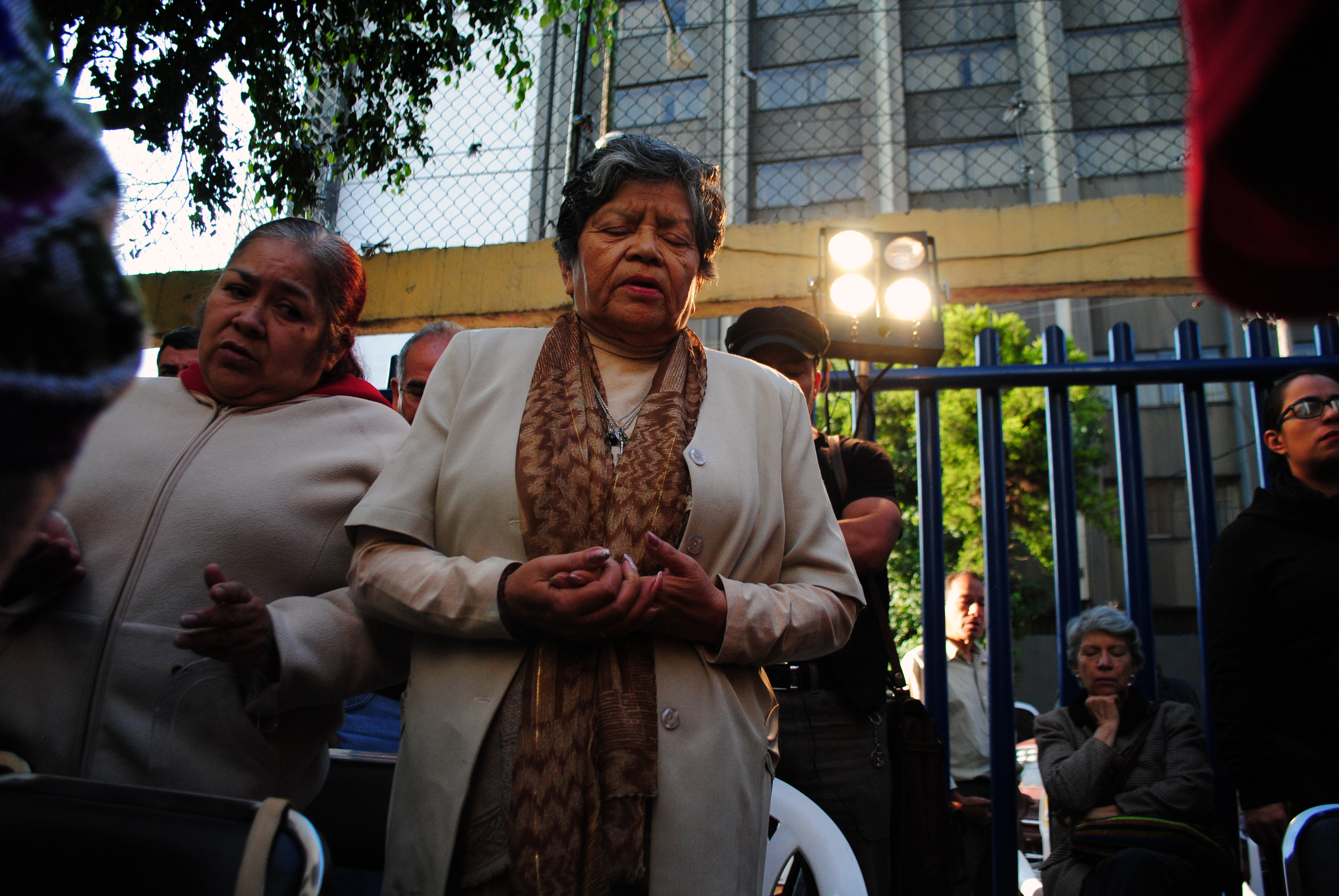
مؤمنون كاثوليك يتلون صلاة ربانية في المكسيك

صلاة الدعاء هي صلاة يطلب بها المرء من الله أن يلبي له حاجة. فبالدعاء، يقر المؤمن الكاثوليكي باعتماده على الله. لا يهدف الدعاء إلى إرشاد أو توجيه الله إلى ماذا يجب أن يفعله، ولكنه نداء لعدالة وصلاح الله ليقوم بما نحن بحاجة له. 

### صلاة الشفاعة
الشفاعة هي صلاة الالتماس التي تؤدى كما كان يصلي المسيح. هو شفيع كل إنسان عند الله وخاصة الخطاة. كما تكون الشفاعة هي صلاة إلى مريم والقديسين ليشفعوا عند الله للمساعدة بأمر نحتاج إليه.

### صلاة الشكر
صلاة الشكر، أو الحمد، هو شكر لله على ما أعطى وقيام به.